# سرمایه‌گذاری کسکید
سرمایه‌گذاری کسکید (انگلیسی: Cascade Investment) شرکت خوشه‌ای آمریکایی است، که در سال ۱۹۹۵ توسط بیل گیتس تأسیس شد.